# Divadlo ve Freihausu
Divadlo ve Freihausu, často uváděné podle jména svého nástupnického divadla jako Divadlo na Vídeňce (německy v plném znění Theater im Freihaus auf der Wieden, zkráceně Freihaustheater, Theater auf der Wieden nebo Wiedner Theater), bylo divadlo fungující v letech 1787 až 1801 v obytném komplexu „Freihaus“ na tehdejším vídeňském předmětí Wieden. Svého věhlasu dosáhlo zejména v souvislosti s premiérou Mozartovy Kouzelné flétny, která se v tomto divadle konala 30. září 1791. Opera zde pak měla ještě 223 repríz.
V červnu 1801 se divadlo přesunulo do nové budovy, dosud existujícího Divadla na Vídeňce (Theater an der Wien).

## Ředitelé
- Christian Roßbach (1787–1788)

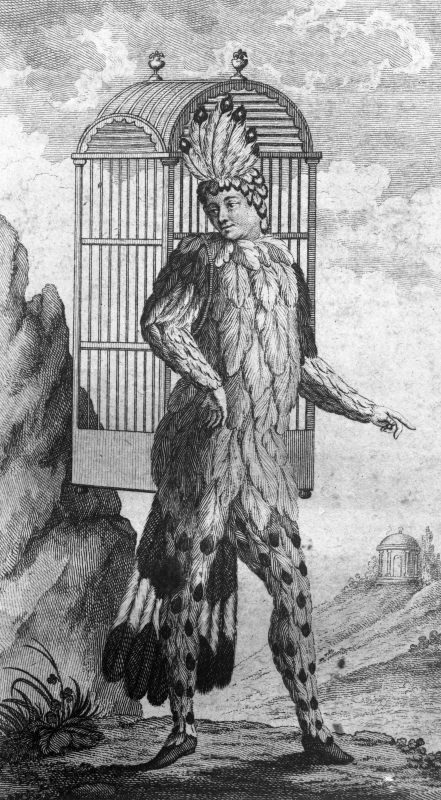
Ředitel divadla Schikaneder v roli ptáčníka Papagena v Mozartově Kouzelné flétně

- Johann Friedel (24. března 1788–1789)
- Emanuel Schikaneder a Josef von Bauernfeld (19. července 1790–10. ledna 1793)
- Emanuel Schikaneder (10. ledna 1793–1799)
- Emanuel Schikaneder a Bartholomäus Zitterbart (1799–1801)

## Kapelníci
- Johann Baptist Henneberg
- Johannes Hummel
- Ignaz von Seyfried (1797–1801)